# Saint-Onen-la-Chapelle
Saint-Onen-la-Chapelle é uma comuna francesa na região administrativa da Bretanha, no departamento Ille-et-Vilaine. Estende-se por uma área de 24,59 km². Em 2010 a comuna tinha 1 153 habitantes (densidade: 46,9 hab./km²).